# Pseudotropheus brevis
Pseudotropheus brevis és una espècie de peix d'aigua dolça de la família dels cíclids i de l'ordre dels perciformes. Va ser descrit com a Melanochromis brevis per l'ictiologa britànica Ethelwynn Trewawas el 1935.

## Morfologia
Els adults poden assolir fins a 12 cm de longitud total.

## Distribució geogràfica
És un endemisme del llac Malawi (Àfrica oriental).